# La traccia
La traccia (Trace) è un romanzo della scrittrice statunitense Patricia Cornwell pubblicato nel 2004.

## Trama
Kay Scarpetta, ormai non più direttrice dell'istituto di medicina legale della Virginia,
riceve la chiamata da quello che è il nuovo direttore, Joel Maurcus.
Interpellata come consulente esterna per aiutare a risolvere un caso di omicidio molto complicato, 
si reca a Richmond assieme a Marino.
Nel contempo, sua nipote Lucy indaga su di una aggressione avvenuta in casa sua, ai danni della sua nuova compagna Henry.
Unico indizio rilevante, la traccia, è il disegno di un occhio inciso sulla portiera della Ferrari nera di Lucy.

## Edizioni
- Patricia Cornwell, La traccia, traduzione di Annamaria Blavasco, collana Oscar Bestsellers, Arnoldo Mondadori Editore, 2004,  p. 418, ISBN 88-04-53715-9, ..